# Dinocephalosaurus
Dinocephalosaurus es un género de un protorosaurio acuático de cuello largo que habitó los mares del Triásico hace 228 millones de años. Su nombre significa "lagarto de cabeza terrible", debido a que el primer espécimen descubierto solo era un cráneo, descubierto cerca de Xinmin en la provincia de Guizhou, China en 2002. El segundo espécimen fue hallado cerca de la misma locación y contenía la cabeza y la mayor parte del esqueleto postcraneal, excepto la cola. Dinocephalosaurus es el "primer registro de un reptil protosáurido (Orden Protorosauria) del Triásico Medio de China".

## Descripción
Dinocephalosaurus es mayormente comparado con Tanystropheus, siendo ambos protorosaurios con cuellos el doble de largo que sus cuerpos. Mientras que el cuello de Tanystropheus se componía de doce vértebras cervicales alargadas, el de Dinocephalosaurus se forma de la adición de vértebras cervicales con un mínimo de 25, dándole al cuello una longitud de cerca de 1.7 metros, en un cuerpo con una longitud de alrededor de 1 metro. Se cree que los cuellos de ambos taxones evolucionaron convergentemente el uno del otro. El uso del cuello largo en Tanystropheus no es totalmente entendido, aunque probablemente se usaba para capturar sus presas como en Dinocephalosaurus. Dinocephalosaurus difiere de todos los otros protorosaurios en el hecho de que era el único completamente acuático, pero se cree que dejaba sus huevos en tierra firme. Muchos protorosaurios tenían extremidades muy osificadas adaptadas a la vida terrestre, pero el Dinocephalosaurus "retenía características juveniles en su edad adulta, como en muchos otros tetrápodos acuáticos".

## Paleobiología

### Captura de presas
Los científicos que han estudiado a Dinocephalosaurus sugieren que vivía en aguas poco profundas cenagosas de los mares y que tenía una dieta de cefalópodos y peces. Debido a la baja visibilidad en aguas superficiales, el largo cuello de Dinocephalosaurus podría permitirle aproximarse a las presas potenciales sin que estas vieran su contorno completo. Dinocephalosaurus también tenía una capacidad única de ataque, en la cual podía incrementar el volumen del esófago expandiendo sus costillas cervicales, creando un vacío. Se cree que esto era así debido a que cada una de las vértebras cervicales tenía pronunciados procesos transversales para fijación de los músculos y que todas las costillas cervicales se articulaban cerca del extremo anterior de la vértebra cervical. Esta acción también habría evitado que Dinocephalosaurus creara una ola de presión que alertaría a los peces de que estaban siendo atacados. Dinocephalosaurus pudo entonces asir sus presas y sostenerlas dentro de los agudos dientes de sus mandíbulas. Se cree que este reptil se tragaba a sus presas enteras.
Una hipótesis alternativa fue propuesta en 2005 por David Peters y colegas. Ellos notaron que varias formas relacionadas sin adaptaciones acuáticas tenían costillas cervicales similares, lo cual provee un sistema de soporte pasivo para el cuello alargado. Peters y colegas afirmaron que Dinocephalosaurus capturaba a sus presas esperando en las aguas poco profundas turbias, y luego levantando rápidamente su cabeza y cuello para atacar a los peces que pasaban sobre él. Ellos concluyeron que Dinocephalosaurus era como mucho un mal nadador, señalando que su torso extremadamente ancho y aplanado, su cráneo con ojos en lo alto de cabeza y su hocico curvado hacia arriba son indicadores de un estilo de caza al acecho.

## Clasificación
Dinocephalosaurus es clasificado como un protorosaurio pero aún está en un punto en que su posición precisa solo puede ser aclarada con más evidencia e investigación. La creencia actual es que Dinocephalosaurus está relacionado con Tanystropheus debido a que ambos comparten características anatómicas similares. Estas características son un hueco nasal en el cráneo, el alargamiento del cuello junto con la asociación particular de las vértebras cervicales con las costillas cervicales. Aunque exteriormente es muy parecido al Tanystropheus de delgado cuello, Dinocephalosaurus comparte más similitudes en su plano corporal con algunos de los grandes especímenes de Macrocnemus de cuello alargado también. Un número de similitudes surgen en la anatomía craneal, que también sitúa a Dinocephalosaurus en el orden de los protorosaurios, junto con Macrocnemus, como un cráneo largo y bajo con una región postorbital corta y estrecha. Los huesos nasales son más largos que los frontales y el proceso posterior del hueso yugal está reducido y el género tiene más de siete vértebras cervicales.